# Városközponti Általános Iskola és Alapfokú Művészeti Iskola
A Városközponti Óvoda, Általános Iskola és Alapfokú Művészetoktatási Intézmény egy közös igazgatású közoktatási intézmény Pécsen, mely magába foglalja óvodai, általános iskolai, alapfokú művészetoktatási intézmények és egy központi műhely irányítását. A többcélú intézmény egy óvodát, öt általános iskolát és egy zeneiskolát működtet. Az Oscar-díj átadás mintájára a Városközponti Iskola Diákönkormányzata 2008-tól a tanév végén kitüntetéseket oszt. A kitüntetést általános iskolánként 1 alsós és 1 felsős, illetve a Zeneiskolában két tanulónak ítélik oda. Az Oscar szobor mellé minden díjazott a saját fényképével ellátott különleges oklevelet kap.

## Intézményei
- Belvárosi Óvoda
- Belvárosi Általános Iskola
- Felsővámház Utcai Általános Iskola
- Jókai Mór Általános Iskola
- Liszt Ferenc Zeneiskola
- Mátyás Király Utcai Általános Iskola
- Mezõszél Utcai Általános Iskola

## Külső hivatkozások
- Hivatalos weboldal